# Kisbáród
Kisbáród (románul: Borozel) település Romániában, a Partiumban, Bihar megyében.

## Fekvése
Kis-Báród, a Réz-hegység alatt a hasonnevű patak mellett, Körösgégény és Nagybáród közt fekvő település.

## Története
Kisbáród Báród nevét 1392-ben, majd 1393-ban Olahbarod néven említették először az oklevelek. 1510-ben Kysbarod, 1808-ban Bárod (Kis-), Borodzel, 1888-ban Kis-Báród (Borozel), 1913-ban Kisbáród néven írták.
1500-ban Kysbarod néven a Venter család birtokaként említették. Régen a község a báródsági kerülethez tartozott. Itt volt az élesdi járás egyik körjegyzősége is.
1851-ben Fényes Elek írta a településről: „Kis-Báród, Bihar vármegyében, 395 görög katholikus, 10 római katholikus, 14 református, 20 zsidó lakossal, görög katholikus anyatemplommal.”
1910-ben 719 lakosából 39 magyar, 676 román volt. Ebből 580 görögkatolikus, 110 görögkeleti ortodox, 18 izraelita volt. A trianoni békeszerződés előtt Bihar vármegye Élesdi járásához tartozott.

## Nevezetességek
- Görögkatolikus temploma 1873-ban épült.